# Leptopholcus baoruco
Leptopholcus baoruco is een spinnensoort uit de familie trilspinnen (Pholcidae). De soort komt voor op Hispaniola. 